# Габулов Володимир Борисович
Володимир Габулов (ос. Гæбулты Борисы фырт Владимир; нар. 19 жовтня 1983, Моздок, Північно-Осетинська АРСР) — російський футболіст, що грав на позиції воротаря. Заслужений майстер спорту Росії (2008). Володар Кубку УЄФА 2005 року, дворазовий чемпіон Росії, володар Кубку Росії 2006 року, бронзовий призер чемпіонату Європи з футболу 2008.
Виступав, зокрема, за клуб «Динамо» (Москва), а також національну збірну Росії.

## Клубна кар'єра

### Ранні роки
Володимир Габулов народився 19 жовтня 1983 року в осетинському місті Моздок. У дитинстві часто їздив з батьком на футбольні змагання, не пропускав жодної телепередачі, пов'язаної з цим видом спорту. Рішення грати у воротах Габулов прийняв ще в дитинстві. Одного разу вони з молодшим братом відпрацьовували штрафні удари у дворі — Георгій бив по воротах, а Володимир ловив м'ячі. За словами Габулова-старшого, однією з причин встати в рамку було небажання бігати по полю.
Захопившись футболом в ранньому шкільному віці, вступив до місцевої ДЮСШ № 1. Першим тренером гравця став Сергій Григорович Джанаєв. У віці 16 років був запрошений в футбольний клуб «Моздок», який виступав у Другому дивізіоні чемпіонату Росії. За «Моздок» Габулов відіграв два сезони, взявши участь в 33 матчах, в яких пропустив 54 м'ячі.
Успіхи талановитого воротаря не залишилися непоміченими: у 2001 році Валерій Газзаєв, який тренував на той момент московське «Динамо», запросив Габулова в свою команду. Дебют воротаря за новий клуб відбувся 11 березня 2001 року в домашньому матчі проти самарських «Крил Рад», який закінчився поразкою «Динамо» з рахунком 0:1. Усього за московський клуб в тому сезоні Габулов відіграв 11 зустрічей, пропустивши при цьому 14 м'ячів.
Незабаром Валерій Газзаєв залишив посаду головного тренера «Динамо», а слідом за ним пішов і Габулов: перспективний воротар підписав контракт з владикавказькою «Аланією», де швидко став основним голкіпером команди. 31 серпня 2003 року в матчі 23-го туру чемпіонату Росії проти «Чорноморця» Габулов вдарив двох футболістів клубу з Новоросійська. За це бюро КДК вирішило дискваліфікувати воротаря «Аланії» на десять матчів.
Усього з 2001 по 2003 рік Габулов відіграв за північноосетинський клуб 43 матчі в чемпіонаті Росії, пропустивши при цьому 63 м'ячі.

### ЦСКА
Після завершення сезону 2003 року Володимир Габулов знову прийняв запрошення Валерія Газзаєва, який до того моменту тренував ЦСКА. Через високий рівень конкуренції воротарів ігрова практика Володимира в клубі обмежувалася виступами за дублюючий склад: юний Ігор Акінфєєв міцно зайняв місце основного воротаря армійців, витіснивши навіть досвідченого Веніаміна Мандрикіна, який, як правило, виходив на заміну лише в разі потреби.
Перший раз Габулов з'явився на полі 1 квітня 2006 року в матчі 3-го туру чемпіонату Росії проти московського «Спартака». На 61-й хвилині, за рахунку 1:0 на користь ЦСКА, основний воротар армійців Ігор Акінфєєв зіграв рукою за межами штрафного майданчика, внаслідок чого отримав червону картку. Був призначений небезпечний штрафний, парирувати який було доручено Габулову, який вийшов на поле. З ударом півзахисника «Спартака» Моцарта Володимир впорався, але Єгор Титов з близької відстані добив м'яч у сітку воріт. У підсумку матч завершився з рахунком 1:1. У наступному матчі чемпіонату Росії Габулов вийшов в стартовому складі, замінивши дискваліфікованого Ігоря Акінфєєва. Суперником ЦСКА був «Том», яка за 90 хвилин не зуміла вразити ворота армійців. Матч завершився перемогою ЦСКА з рахунком 2:0. Після цього Габулов понад 7 місяців не з'являвся в основній команді. Свій третій матч за ЦСКА він провів лише 26 листопада 2006 року. В рамках 30-го туру чемпіонату Росії армійці грали на виїзді проти колишнього клубу Габулова — «Динамо». Сам Володимир вийшов на поле після перерви за рахунку 1:1, замінивши Веніаміна Мандрикіна. На 73-й хвилині після розіграшу кутового захисник «Динамо» Денис Колодін переправив м'яч у ворота Габулова. У час, що залишився гравці ЦСКА намагалися зрівняти рахунок, але динамівці втримали перевагу — підсумок 1:2 на користь господарів поля.
Таким чином, за три роки Габулов не зміг закріпитися в основному складі ЦСКА, провівши лише три офіційні матчі за першу команду і 52 матчі за дублюючий склад. За цей час в складі червоно-синіх Володимир став чемпіоном Росії, володарем Кубка Росії, а також володарем Кубка УЄФА.

### «Кубань» та «Амкар»

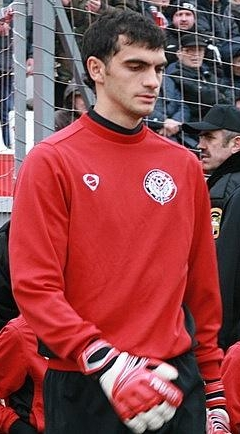
Габулов в «Амкарі»

Взимку 2007 року Володимир Габулов перейшов до краснодарської «Кубані», ставши основним воротарем команди і відігравши за неї 29 матчів, пропустивши при цьому 36 м'ячів. У підсумку «Кубань» зайняла 15-те місце в чемпіонаті Росії й покинула прем'єр-лігу. Проте досить впевнена гра голкіпера не залишилася непоміченою — Володимир увійшов до списку 33 найкращих футболістів чемпіонату Росії 2007 року.
У міжсезоння Габулов на правах оренди перейшов в пермський «Амкар», щоб мати ігрову практику на більш високому рівні, ніж Перший дивізіон ПФЛ. З перм'яками Володимир дійшов до фіналу Кубку Росії, де «Амкар» зустрічався з попереднім клубом Габулова — ЦСКА. Завдяки зусиллям Ніколи Дринчича й Томислава Дуймовича до 64-ї хвилини перм'яки вели 2:0, проте оборона «Амкара» провалилася, і армійські бразильці Вагнер Лав і Жо за десять хвилин зрівняли рахунок. В результаті грал перейшла в додатковий час, де жодна з команд не змогла вирвати перемогу. Серія пенальті для «Амкара» закінчилася невдало: Дрінчіч і Дуймович не змогли забити Акінфєєва, а Габулов не зміг парирувати жодного удару.
У чемпіонаті Росії Габулов провів за перм'яків 10 матчів, пропустивши при цьому 6 м'ячів.

### Повернення в «Динамо»
30 травня 2008 року Габулов вдруге в кар'єрі перейшов у московське «Динамо». Біло-блакитні підписали з воротарем контракт терміном до 2011 року.
«Динамо» — той клуб, який здатний ставити перед собою і вирішувати найсерйозніші завдання. При цьому керівництво команди не стало відкладати рішення переходу на потім … В той же час завжди з теплотою згадуватиму той сезон, який провів в Краснодарі … Вдячний «Кубані», що дозволила мені вийти на рівень гравця збірної.— Габулов про свій перехід у «Динамо»
.
Чемпіонат Росії 2008 року «Динамо» закінчило на третьому місці, Габулов відіграв при цьому 12 матчів, зумівши виграти боротьбу за місце в основному складі у Жидрунаса Карчемарскаса й Антона Шуніна.
Сезон 2009 року видався для Габулова вельми успішним: він провів 23 матчі в чемпіонаті Росії. 13 вересня в матчі 21-го туру проти «Спартака» Габулов отримав серйозну травму: нападник червоно-білих Веллітон в боротьбі за м'яч вдарив воротаря «Динамо» ногою по голові. Габулов був госпіталізований, у нього встановили перелом лицьової кістки. Перший матч після травми Габулов провів через півтора місяці, 31 жовтня в рамках 27-го туру «Динамо» вдома приймало пермський «Амкар», матч закінчився безгольовою нічиєю. У підсумку «Динамо» закінчило сезон на восьмому місці в підсумковій таблиці. За результатами інтернет-опитування уболівальників Володимир Габулов був визнаний кращим гравцем клубу в 2009 році, а також він увійшов до списку 33 найкращих гравців чемпіонату Росії 2009 року. Окрім цього, Габулов отримав приз газет «Советский спорт» і «Комсомольська правда» — воротар був визнаний футбольним джентльменом року.
До осені 2010 року Габулов був основним голкіпером «Динамо», проте наприкінці сезону він поступився місцем в стартовому складі Антону Шуніну, а після травми гомілкостопа, отриманої в передсезонному матчі з «Балтикою», зовсім вибув з ладу

### «Анжі»

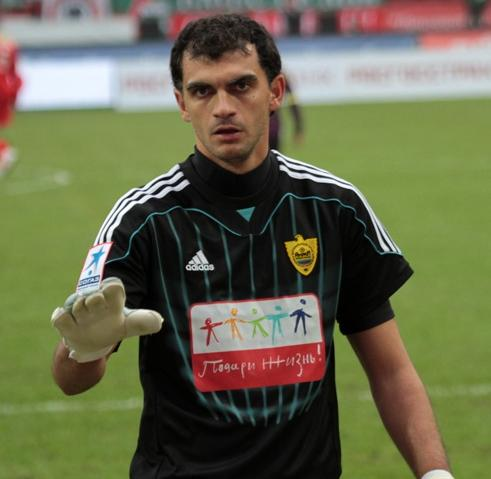
Володимир Габулов у 2012 році

30 серпня 2011 року Габулов підписав п'ятирічний контракт з «Анжі», пішовши за цілою низкою гравців, що перебралися в клуб після величезних фінансових вливань. Сума трансферу склала близько 4 млн євро, зарплата Габулова в махачкалинському клубі склала приблизно 2,5 млн євро. Однак, як повідомив в той же день в прямому ефірі програми «Футбол Росії» головний тренер «Анжи» Гаджи Гаджиєв, в зв'язку з травмою основного голкіпера ЦСКА і збірної Росії Ігоря Акінфєєва, отриманої в результаті зіткнення з нападником «Спартака» Веллітоном, новий клуб Габулова вирішив допомогти армійцям і віддати їм Володимира в оренду терміном на півроку. Через те, що 31 серпня — останній день трансферного вікна, всі питання були вирішені оперативно та клуби підписали договір про оренду. Щоправда, за словами спортивного директора РФПЛ Ігоря Мещанчука, згідно з регламентом, після піврічної оренди в ЦСКА Володимир Габулов вже не зможе грати офіційні матчі за «Анжі» в сезоні 2011/12 років. Але виконком РФС дозволив в сезоні 2011/12 років грати футболістам за три клуби. Першу гру за ЦСКА Габулов провів в рамках гостьового матчу групового етапу Ліги чемпіонів проти французького «Лілля», в якому неодноразово рятував свою команду.
Всього в сезоні 2011/12 Габулов відіграв за ЦСКА 7 матчів в чемпіонаті Росії, а також 6 матчів в Лізі чемпіонів, де армійці пробилися в 1/8 фіналу.
Дебют Габулова за «Анжи» відбувся 5 березня 2012 року в рамках 33-го туру чемпіонату Росії в матчі проти свого колишнього клубу — «Динамо». Завдяки голу Жусілея на 69-й хвилині махачкалінська команда в гостях здобула перемогу, а Габулов в своєму дебютному матчі за нову команду відстояв «на нуль». До кінця сезону Володимир зіграв ще 10 матчів у складі «Анжи», демонструючи впевнену гру.
Сезон 2012/13 Габулов відіграв на високому рівні, відстоявши шість «сухих» матчів у 27 іграх чемпіонату Росії. Разом з «Анжі» Габулов досить успішно виступив в Лізі Європи, дійшовши до стадії 1/8 фіналу, став бронзовим призером чемпіонату Росії, а також фіналістом кубку Росії. За результатами сезону Габулов втретє в своїй кар'єрі потрапив в список 33 найкращих футболістів чемпіонату Росії.

### Третій прихід в «Динамо»
На початку серпня 2013 року власник «Анжі» Сулейман Керімов оголосив про зміну вектора розвитку клубу, переформування бюджету й відхід провідних гравців. 29 серпня Габулов, разом з двома іншими футболістами «Анжі» — Крістофером Самбою й Олексієм Іоновим — поповнили склад московського «Динамо». Сума трансферу воротаря склала близько 7 млн євро. За новий клуб в чемпіонаті Росії Габулов відіграв 20 матчів, в п'яти з яких не пропустив. За підсумками сезону «Динамо» зайняло 4-те місце й отримало право брати участь в кваліфікації Ліги Європи 2014/15.
Наступний сезон Габулов почав з низки помилок в матчах проти «Хапоеля» в Лізі Європи і «Ростова» в чемпіонаті Росії, після яких перестав потрапляти в основний склад команди. 18 вересня 2014 року Габулов вийшов в стартовому складі «Динамо» в матчі групового етапу Ліги Європи проти «Панатінаїкоса». Через 4 дні він зіграв в матчі чемпіонату Росії проти «Торпедо». За словами головного тренера «Динамо» Станіслава Черчесова, пауза в ігровій практиці пішла Габулову на користь. Після цього Володимир знову став основним воротарем команди, демонструючи хороший рівень гри. 12 травня 2015 року гра проти «Торпедо» стала сотим офіційним матчем Габулова без пропущених голів. Це дозволило воротареві увійти в символічний Клуб Льва Яшина. «Динамо» завершило сезон на 4-му місці в чемпіонаті, Габулов провів при цьому 22 матчі в чемпіонаті Росії, шість з них відстоявши «на нуль», і 10 ігор в Лізі Європи, де «Динамо» дійшло до стадії 1/8 фіналу. На європейській арені воротар не пропустив в чотирьох матчах.
Влітку 2015 року УЄФА відсторонило «Динамо» від участі в єврокубках в майбутньому сезоні через порушення правил фінансового фейр-плей. Фінансові проблеми клубу привели до того, що команду покинув ряд провідних іноземних гравців. Керівництво клубу оголосило про зміну курсу «Динамо» і ставкою на молодих гравців. Осінню частину чемпіонату Росії Габулов провів в статусі основного воротаря, взявши участь у всіх матчах цього відрізка турніру. У другій частині сезону Габулов поступився місцем у воротах Антону Шуніну, відігравши у весняній частині чемпіонату 5 матчів. По завершенні сезону «Динамо», вперше в своїй історії, вибуло в нижчий дивізіон, зайнявши 15-те місце в підсумковій таблиці чемпіонату Росії. 22 травня 2016 року футболіст оголосив про свій відхід з «Динамо». За словами воротаря, керівництво клубу відкликало свою пропозицію про продовженню контракту, який завершувався.

### «Арсенал»
Влітку 2016 року Габулов, після завершення контракту став вільним агентом, тренувався разом з молодіжним складом московського ЦСКА, як вільний агент Володимир провів півроку. 13 січня 2017 року голкіпер підписав контракт на півтора року з тульським «Арсеналом». Володимир став основним воротарем команди, а також її капітаном.

### «Брюгге»
2 січня 2018 року підписав півторарічний контракт з бельгійським «Брюгге». 21 січня Габулов провів першу офіційну зустріч за новий клуб відігравши весь матч проти «Антверпена» (2:2), пропустивши два голи вже в першому таймі. Однак команда змогла переломити хід матчу, забивши двічі на останніх хвилинах. 28 січня в матчі 24-го туру проти «Гента» (0:2) відбив пенальті, але пропустив після добивання. Після кількох невдалих матчів Габулову не вдалося стати основним воротарем команди, програвши конкуренцію Кеннету Вермеру. Перший сухий матч у чемпіонаті Бельгії провів у 4-му турі плей-офф 19 квітня в домашньому матчі проти «Шарлеруа». Матч закінчився з рахунком 6:0. До цього Володимир у 8 іграх поспіль залишався в запасі. За підсумками сезону 2017/18 став з командою чемпіоном Бельгії. У вересні 2018 року залишив бельгійський клуб, а за два місяці оголосив про завершення професійної кар'єри.

## Виступи за збірну
Напередодні дебюту в основній збірній Володимир Габулов зіграв 13 матчів за молодіжну збірну Росії, в тому числі брав участь у відбіркових іграх до Чемпіонату Європи серед молодіжних команд 2006 року.
Упевнена гра голкіпера за «Кубань» у чемпіонаті Росії 2007 року звернула на себе увагу тренера головної збірної Росії — Гуса Хіддінка. 22 серпня 2007 року Габулов вийшов в основному складі національної команди в товариському матчі проти збірної Польщі і відіграв «всуху» перші 45 хвилин, після чого був замінений.

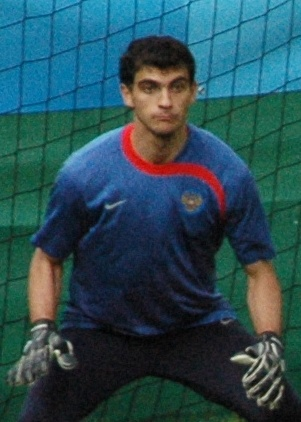
Габулов в формі збірної Росії

Перший офіційний матч за головну збірну країни в рамках відбіркового турніру Євро-2008 Габулов зіграв 9 вересня 2007 року проти команди Македонії. На 69-й хвилині за рахунку 1:0 на користь росіян голкіпер «Кубані» порушує правила у власному штрафному проти Горана Мазнова, який вийшов з воротарем один на один. Норвезький арбітр видаляє Габулова і призначає пенальті у ворота збірної Росії, яке відбив вийшовший на поле В'ячеслав Малафєєв. У підсумку матч закінчується з рахунком 3:0 на користь росіян.
17 жовтня 2007 року Габулов проводить повний матч за збірну проти команди Англії, який завершується історичною перемогою Росії з рахунком 2:1. Багато в чому ця найважливіша перемога була здобута завдяки зусиллям Володимира Габулова.
Після цього принципового матчу Габулов у 2007 році зіграв ще дві офіційні матчі за збірну — матч проти Ізраїлю, який завершився поразкою росіян з рахунком 1:2, а також матч проти збірної Андорри, який був виграний з мінімальним рахунком 1:0. Габулов потрапив до складу збірної Росії на Євро-2008 і став там бронзовим призером, не зігравши при цьому жодного матчу.
Наступного разу Габулов був викликаний в збірну лише в березні 2010 року, вже як гравець московського «Динамо». У товариському матчі проти збірної Угорщини Габулов відіграв весь другий тайм, не пропустивши при цьому жодного м'яча.
Наступні два роки воротар не закликає до табору національної збірної. Нарешті, в лютому 2012 року Габулов, голкіпер «Анжи», був викликаний Діком Адвокатом в збірну на товариський матч проти Данії. Вийшовши в основному складі, Володимир продемонстрував хорошу гру і відстояв матч, що закінчився з рахунком 2:0 на користь Росії, не пропустивши м'ячів. Незважаючи на високий рівень майстерності Габулов не потрапив в заявку на чемпіонат Європи 2012 року, поступившись місцем Антону Шуніну. Найімовірніше позначилося те, що свого часу Габулов програв конкуренцію Шуніну, будучи гравцем московського «Динамо».
Незабаром воротар «Анжі» повернувся в збірну. Новий тренер національної команди Росії, Фабіо Капелло, звернув увагу на голкіпера махачкалинців і 14 листопада 2012 року той вийшов в стартовому складі проти збірної США. Матч завершився результативною нічиєю — 2:2. 6 лютого 2013 року Габулов зіграв за національну команду другий тайм матчу проти збірної Ісландії, зберігши при цьому свої ворота в недоторканності. 25 березня 2013 року Габулов вийшов в основному складі на матч проти команди Бразилії, який завершився з рахунком 1:1.
У 2015 році Габулов двічі потрапляв в розширені списки гравців, які отримали виклик у національну збірну. 13 березня він став одним з 42-ох футболістів, викликаних для підготовки до відбіркового матчу чемпіонату Європи 2016 проти збірної Чорногорії та товариській грі проти команди Казахстану. 20 березня Габулов був виключений з остаточного складу збірної Росії. Наприкінці травня воротар удруге потрапив до розширеного складу гравців на товариську зустріч з Білорусією і матч відбіркового турніру проти збірної Австрії. 30 травня Габулов знов не був включений в остаточний список, що викликало невдоволення футболіста головним тренером збірної Фабіо Капелло і тренером воротарів національної команди Сергієм Овчинниковим.
Згодом у складі збірної був учасником домашніх Кубка конфедерацій 2017 року та чемпіонату світу 2018 року, де був резервним воротарем.

## Особисте життя
Володимир Габулов одружений, дружину футболіста звати Кіра. Пара познайомилася в 2002 році, а одружилася в 2004 році. 12 грудня 2014 року в родині Габулова народилася дочка, яку назвали Амелія. Крім того, Володимир виховує сина Данієла.
На дозвіллі Володимир цікавиться великим тенісом і «Формулою-1».
У Володимира Габулова є молодший брат Георгій, який виступає на позиції півзахисника. За свою кар'єру Георгій встиг пограти за один клуб з Володимиром: взимку 2012 року «Анжі» придбав футболіста «Аланії». За рік гравець провів 7 матчів у складі махачкалинців, але не зумів закріпитися в основі команди і взимку 2013 року а повернувся в «Аланію». В даний час Георгій виступає за футбольний клуб «Оренбург».

## Статистика

### Клубна
| Клуб              | Сезон             | Ліга  | Ліга | Ліга          | Кубки | Кубки | Кубки         | Єврокубки | Єврокубки | Єврокубки     | Загалом | Загалом | Загалом       |
| Клуб              | Сезон             | Матчі | Голи | Матчі на нуль | Матчі | Голи  | Матчі на нуль | Матчі     | Голи      | Матчі на нуль | Матчі   | Голи    | Матчі на нуль |
| ----------------- | ----------------- | ----- | ---- | ------------- | ----- | ----- | ------------- | --------- | --------- | ------------- | ------- | ------- | ------------- |
| Динамо (М)        | 2001              | 11    | −14  | 2             | 0     | 0     | 0             | -         | -         | -             | 11      | −14     | 2             |
| Динамо (М)        | Загалом           | 11    | −14  | 2             | 0     | 0     | 0             | 0         | 0         | 0             | 11      | −14     | 2             |
| Аланія            | 2001              | 13    | −21  | 3             | 1     | -2    | 0             | -         | -         | -             | 14      | −23     | 3             |
| Аланія            | 2002              | 11    | −34  | 4             | 0     | 0     | 0             | -         | -         | -             | 11      | −34     | 4             |
| Аланія            | 2003              | 6     | −8   | 1             | 0     | 0     | 0             | -         | -         | -             | 6       | −8      | 1             |
| Аланія            | Загалом           | 43    | −63  | 8             | 1     | -2    | 0             | 0         | 0         | 0             | 44      | −65     | 8             |
| ЦСКА              | 2004              | 0     | 0    | 0             | 0     | 0     | 0             | 0         | 0         | 0             | 0       | 0       | 0             |
| ЦСКА              | 2005              | 0     | 0    | 0             | 0     | 0     | 0             | 0         | 0         | 0             | 0       | 0       | 0             |
| ЦСКА              | 2006              | 3     | -2   | 1             | 0     | 0     | 0             | 0         | 0         | 0             | 3       | -2      | 1             |
| ЦСКА              | Загалом           | 3     | −2   | 1             | 0     | 0     | 0             | 0         | 0         | 0             | 3       | −2      | 1             |
| Кубань            | 2007              | 29    | −36  | 6             | 1     | 0     | 1             | -         | -         | -             | 30      | −36     | 7             |
| Кубань            | Загалом           | 29    | −36  | 6             | 1     | 0     | 1             | 0         | 0         | 0             | 30      | −36     | 7             |
| Амкар             | 2008              | 10    | −6   | 6             | 2     | -2    | 1             | 0         | 0         | 0             | 12      | −8      | 7             |
| Амкар             | Загалом           | 10    | −6   | 6             | 2     | -2    | 1             | 0         | 0         | 0             | 12      | −8      | 7             |
| Динамо (М)        | 2008              | 12    | -7   | 6             | 1     | 0     | 1             | -         | -         | -             | 13      | -7      | 7             |
| Динамо (М)        | 2009              | 23    | -24  | 9             | 3     | -4    | 1             | 4         | -4        | 2             | 30      | -32     | 12            |
| Динамо (М)        | 2010              | 21    | -25  | 6             | 2     | -2    | 0             | -         | -         | -             | 23      | -27     | 6             |
| Динамо (М)        | 2011/12           | 0     | 0    | 0             | 0     | 0     | 0             | -         | -         | -             | 0       | 0       | 0             |
| Динамо (М)        | Загалом           | 56    | −56  | 21            | 6     | -6    | 2             | 4         | -4        | 2             | 66      | −66     | 25            |
| ЦСКА              | 2011/12           | 7     | −7   | 2             | 0     | 0     | 0             | 6         | -8        | 2             | 13      | −15     | 4             |
| ЦСКА              | Загалом           | 7     | −7   | 2             | 0     | 0     | 0             | 6         | -8        | 2             | 13      | −15     | 4             |
| Анжі              | 2011/12           | 11    | −7   | 5             | 0     | 0     | 0             | -         | -         | -             | 11      | −7      | 5             |
| Анжі              | 2012/13           | 27    | −30  | 6             | 3     | -1    | 2             | 15        | -7        | 10            | 45      | −38     | 18            |
| Анжі              | 2013/14           | 5     | −8   | 0             | 0     | 0     | 0             | 0         | 0         | 0             | 5       | −8      | 0             |
| Анжі              | Загалом           | 43    | −45  | 11            | 3     | -1    | 2             | 15        | -7        | 10            | 51      | −53     | 23            |
| Динамо (М)        | 2013/14           | 20    | −27  | 5             | 1     | -1    | 0             | -         | -         | -             | 21      | −28     | 5             |
| Динамо (М)        | 2014/15           | 22    | −28  | 6             | 0     | 0     | 0             | 10        | -8        | 4             | 32      | −36     | 10            |
| Динамо (М)        | 2015/16           | 23    | −36  | 5             | 2     | 0     | 2             | -         | -         | -             | 25      | −36     | 7             |
| Динамо (М)        | Итого             | 65    | −91  | 16            | 3     | −1    | 2             | 10        | -8        | 4             | 78      | −100    | 22            |
| Арсенал (Т)       | 2016/17           | 13    | −17  | 6             | 0     | 0     | 0             | -         | -         | -             | 13      | −17     | 6             |
| Арсенал (Т)       | 2017/18           | 20    | −23  | 6             | 0     | 0     | 0             | -         | -         | -             | 20      | −23     | 6             |
| Арсенал (Т)       | Загалом           | 33    | −40  | 12            | 0     | 0     | 0             | 0         | 0         | 0             | 33      | −40     | 12            |
| Брюгге            | 2017/18           | 9     | −17  | 0             | 1     | −4    | 0             | 0         | 0         | 0             | 10      | −21     | 0             |
| Брюгге            | Всього            | 9     | −17  | 0             | 1     | −4    | 0             | 0         | 0         | 0             | 10      | −21     | 0             |
| Усього за кар'єру | Усього за кар'єру | 289   | −351 | 80            | 17    | −16   | 8             | 35        | −27       | 18            | 331     | −394    | 106           |

### У збірній
| Дата       | Місто            | Господарі | Результат | Гості              | Турнір            | Голи | Примітки |
| ---------- | ---------------- | --------- | --------- | ------------------ | ----------------- | ---- | -------- |
| 22-8-2007  | Москва           | Росія     | 2 – 2     | Польща             | товариський матч  | -    | 46'      |
| 8-9-2007   | Москва           | Росія     | 3 – 0     | Північна Македонія | Відбір до ЧЄ 2008 | -    |          |
| 17-2-2007  | Москва           | Росія     | 2 – 1     | Англія             | Відбір до ЧЄ 2008 | -1   |          |
| 17-2-2007  | Москва           | Ізраїль   | 2 – 1     | Росія              | Відбір до ЧЄ 2008 | -2   |          |
| 21-11-2007 | Андорра-ла-Велья | Андорра   | 0 – 1     | Росія              | Відбір до ЧЄ 2008 | -    |          |
| 3-3-2008   | Дьєр             | Угорщина  | 1 – 1     | Росія              | товариський матч  | -    | 46'      |
| 29-2-2012  | Копенгаген       | Данія     | 0 – 2     | Росія              | товариський матч  | -    |          |
| 14-11-2012 | Краснодар        | Росія     | 2 – 2     | США                | товариський матч  | -2   |          |
| 6-3-2013   | Марбелья         | Ісландія  | 0 – 2     | Росія              | товариський матч  | -    | 46'      |
| 25-2-2013  | Лондон           | Бразилія  | 1 – 1     | Росія              | товариський матч  | -1   |          |
| Усього     |                  | Матчів    | 10        |                    | Голів             | -6   |          |

## Досягнення

### Командні
- Прем'єр-ліга
  -  Чемпіон (2): 2005, 2006
  -  Бронзовий призер (2): 2008, 2012/13

- Кубок Росії
  -  Володар (1): 2005/06
  -  Фіналіст (2): 2007/08, 2012/13

- Суперкубок Росії
  -  Володар (1): 2006

- Кубок УЄФА
  -  Володар (1): 2004/05

- Чемпіонат Європи
  -  Бронзовий призер (1): 2008

- Чемпіонат Бельгії
  - Чемпіон (1): 2017/18

### Особисті
- Нагороджений орденом Дружби (2006)[96]
- У списках 33 найкращих футболістів чемпіонату Росії (2): № 2 — 2007, 2013; № 3 — 2009.
- Заслужений майстер спорту Росії (2008)
- Найкращий гравець ФК «Динамо» 2009 року за результатами опитування уболівальників
- Футбольний джентльмен року (2009)
- Член Клубу Льва Яшина (2015)